# Ceratinopsis holmi
Ceratinopsis holmi là một loài nhện trong họ Linyphiidae.
Loài này thuộc chi Ceratinopsis. Ceratinopsis holmi được Rudy Jocqué miêu tả năm 1981.